# NBA 2K3
NBA 2K3 är ett basketspel, och det fjärde i NBA 2K-serien. Spelet utgavs den 8 oktober 2002 till Nintendo Gamecube, Playstation 2 och Xbox. Spelet utvecklades av Visual Concepts och utgavs av Sega Sports. Spelet är uppdaterat med spelartrupper för NBA-säsongen 2002/2003. Allen Iverson, som spelade för Philadelphia 76ers, pryder omslaget.

### Fotnoter
1. ↑  ”NBA 2K3” (på engelska). Giantbomb. http://www.giantbomb.com/nba-2k3/3030-10319/. Läst 21 maj 2002.